# Rawa Mazowiecka
Rawa Mazowiecka – miasto w środkowej Polsce, na Mazowszu, w województwie łódzkim, siedziba powiatu rawskiego, położone nad Rawką i jej dopływem Rylką. Była stolicą ziemi rawskiej, województwa rawskiego oraz miastem królewskim Korony Królestwa Polskiego w starostwie rawskim w 1792 roku.
Miejsce obrad sejmików ziemskich ziemi rawskiej od XVI wieku do pierwszej połowy XVIII wieku.
Według danych GUS z 31 grudnia 2024 r. miasto miało 15 783 mieszkańców.

## Położenie
Według danych z roku 2006 Rawa Mazowiecka ma obszar 13,69 km², w tym:
- użytki rolne: 62%
- użytki leśne: 6%

Według danych z 1 stycznia 2011 r. powierzchnia miasta wynosiła 14,28 km². Miasto stanowi 2,14% powierzchni powiatu.
Rawa Mazowiecka jako miasto stanowiące wydzieloną gminę miejską jest w całości otoczona przez gminę wiejską Rawa Mazowiecka.
Pod względem historycznym Rawa Mazowiecka leży na Mazowszu, w dawnej ziemi rawskiej, której była stolicą. W latach 1462–1793 Rawa była stolicą województwa rawskiego. W latach 1975–1998 miasto administracyjnie należało do województwa skierniewickiego.

## Rezerwaty przyrody
Na terenie miasta częściowo znajduje się rezerwat przyrody Rawka chroniący koryto rzeki Rawki z rozgałęzieniami od źródeł do ujścia.

## Ochrona środowiska
Według raportu Światowej Organizacji Zdrowia w 2016 roku Rawa Mazowiecka została sklasyfikowana jako trzydzieste czwarte najbardziej zanieczyszczone miasto Unii Europejskiej.

## Historia
Rawa Mazowiecka pierwszy raz pojawia się w źródłach historycznych w 1228, lecz prawdopodobnie jeszcze wtedy nie posiadała praw miejskich. W 1313 powstała kasztelania rawska. W 1321 Rawa uzyskała prawa miejskie (łac. Rava oppidum), stając się stolicą księstwa rawskiego. W latach 1355–1370 książę mazowiecki Siemowit III wybudował tu murowany zamek, który stanowił część systemu umocnień państwa Kazimierza Wielkiego, równocześnie obwiedziono miasto murami. W 1462 król Polski Kazimierz IV Jagiellończyk dokonał inkorporacji tutejszego księstwa do Korony, tworząc województwo rawskie, którego stolicą uczynił Rawę, miało to wpływ na rozkwit miasta. Z 1507 roku pochodzi pierwsze świadectwo istnienia osiedla żydowskiego w Rawie. Od 1562 przechowywany był na tutejszym zamku tzw. skarb rawski, pieniądze na utrzymanie wojska kwarcianego. W czasie Potopu Rawa została zajęta przez Szwedów 8 października 1655, jednak największe zniszczenia nastąpiły, gdy przez miasto w kwietniu 1656 roku przeszły oddziały Karola X Gustawa. Zrabowano wtedy biblioteki kolegium jezuickiego i klasztoru Bernardynów, spalono miasto i uszkodzono zamek, który zaczął popadać w ruinę. W konsekwencji od 2. połowy XVII wieku miasto poważnie podupadło gospodarczo. Kolejne zniszczenia przyniósł rokosz Jerzego Sebastiana Lubomirskiego.

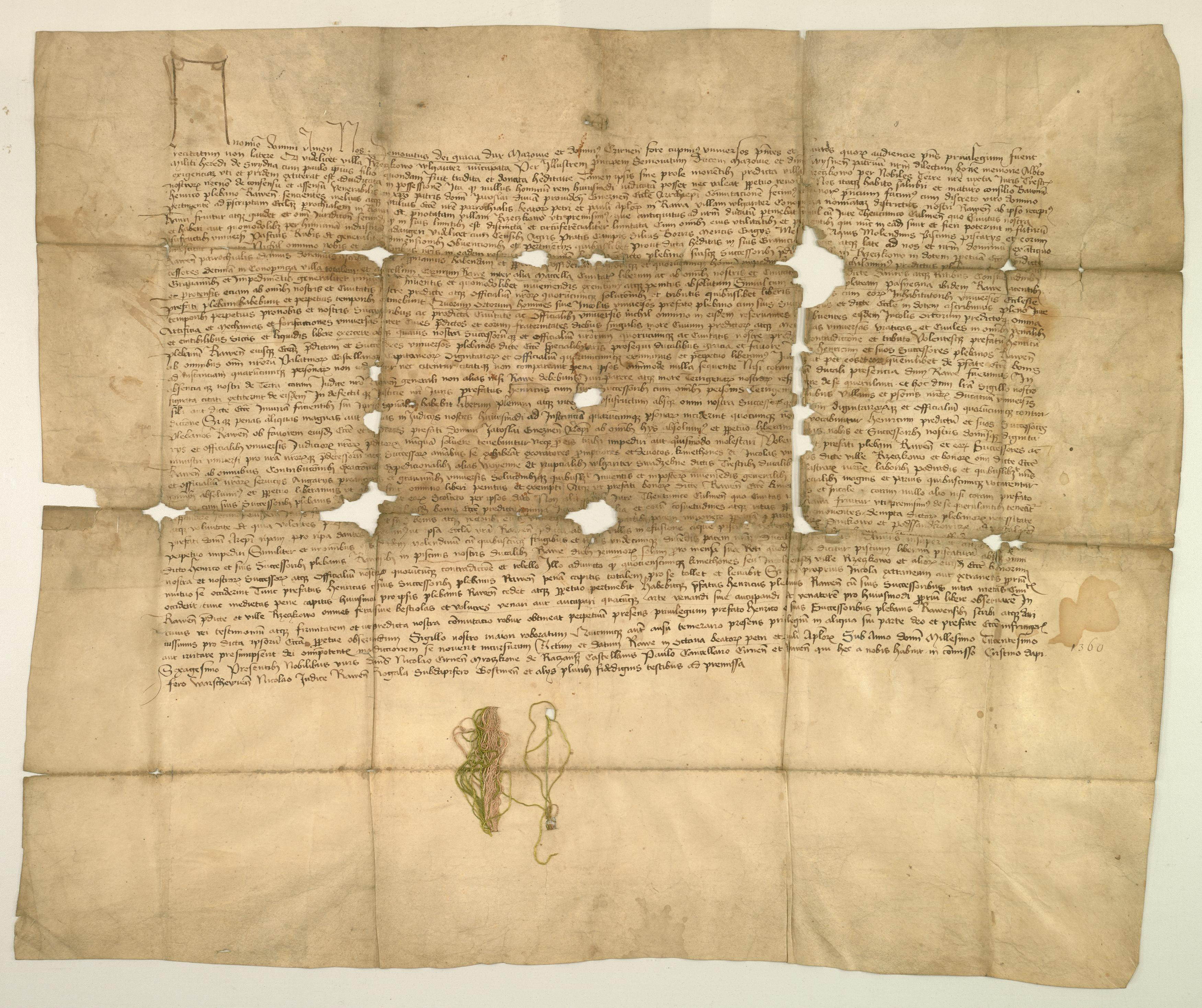
Siemowit odstępuje Kościołowi w Rawie wieś Rzeczkowo

21 sierpnia 1698 w Rawie Mazowieckiej zmarła przedstawicielka rodu Kostków, herbu Dąbrowa, Zofia Domicela (ur. 1628, córka Macieja i Anny Czapskiej). Była wychowywana na dworze księżnej Ostrogskiej wojewodziny wołyńskiej, siostry Anny Alojzyny, a po jej śmierci na dworze księżnej Wiśniowieckiej, matki Michała, przyszłego króla Polski. Była hojną donatorką kościoła w Rawie, została pochowana w grobach nowego kościoła w Rawie.

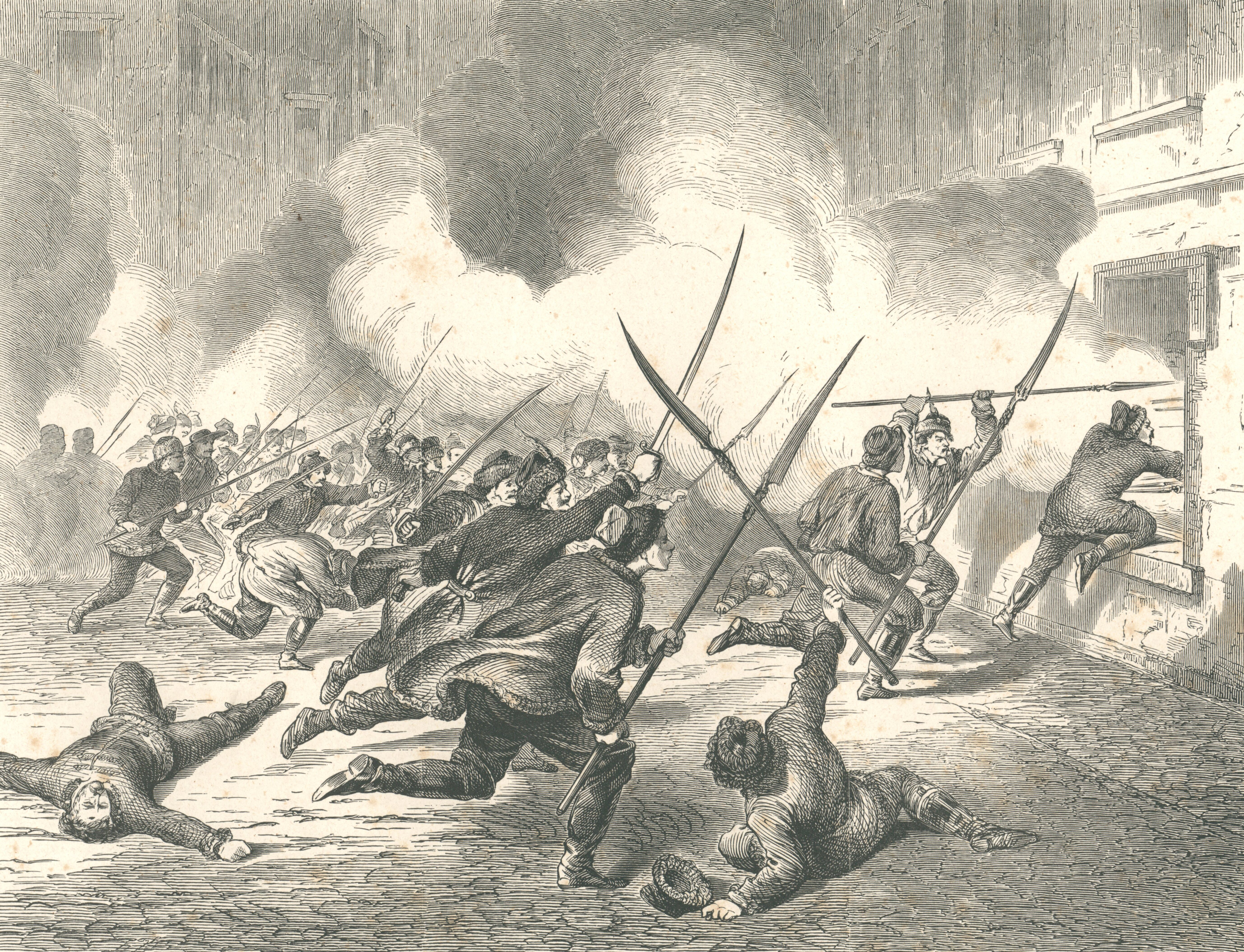
Zdobycie koszar w Rawie (4.02.1863)

Ożywienie gospodarcze i nieznaczny rozwój pod koniec XVIII wieku. W 1795 roku Rawa została przejściowo włączona do Królestwa Prus, gdyż już w 1807 stała się częścią Księstwo Warszawskiego, jako stolica powiatu rawskiego departamentu warszawskiego. W 1815 znalazła się w Królestwie Polskim pod panowaniem Imperium Rosyjskiego (zabór rosyjski). W 1827 powstała pierwsza fabryka sukna.
4 lutego 1863 Antoni Jeziorański, naczelnik wojenny województwa rawskiego w powstaniu styczniowym przeciwko rosyjskiemu zaborcy, wspólnie z Aleksandrem Sokołowskim i Franciszkiem Sokołowskim wykonał udane uderzenie na Rawę Mazowiecką, zdobywając rosyjskie koszary, pozyskując broń i biorąc jeńców. W latach 1905–1907 liczne wystąpienia chłopskie i robotnicze. Istotną grupę wśród mieszkańców miasta stanowili Żydzi (w 1921 3018 osób, czyli ok. 1/3 ludności). W okresie międzywojennym w mieście działała Komunistyczna Partia Polski i lewicowe organizacje chłopskie, które w 1931 zorganizowały tzw. marsz głodnych. W chwili wybuchu II wojny światowej miasto liczyło 9 tysięcy mieszkańców, 10 września 1939 miała miejsce pierwsza egzekucja 40 mieszkańców.
W styczniu 1941 Niemcy utworzyli getto, gromadząc w nim ponad 4 tys. Żydów. W 1942 wszyscy zostali wywiezieni do getta w Tomaszowie Mazowieckim a następnie do obozu zagłady w Treblince i tam zamordowani. W styczniu 1945 miasto zostało zbombardowane, a następnie zdobyte przez Armię Czerwoną.
Po wojnie miasto zostało odbudowane, powstały Zakłady Przyrządów Pomiarowych, będące filią VIS Warszawa.

## Zabytki

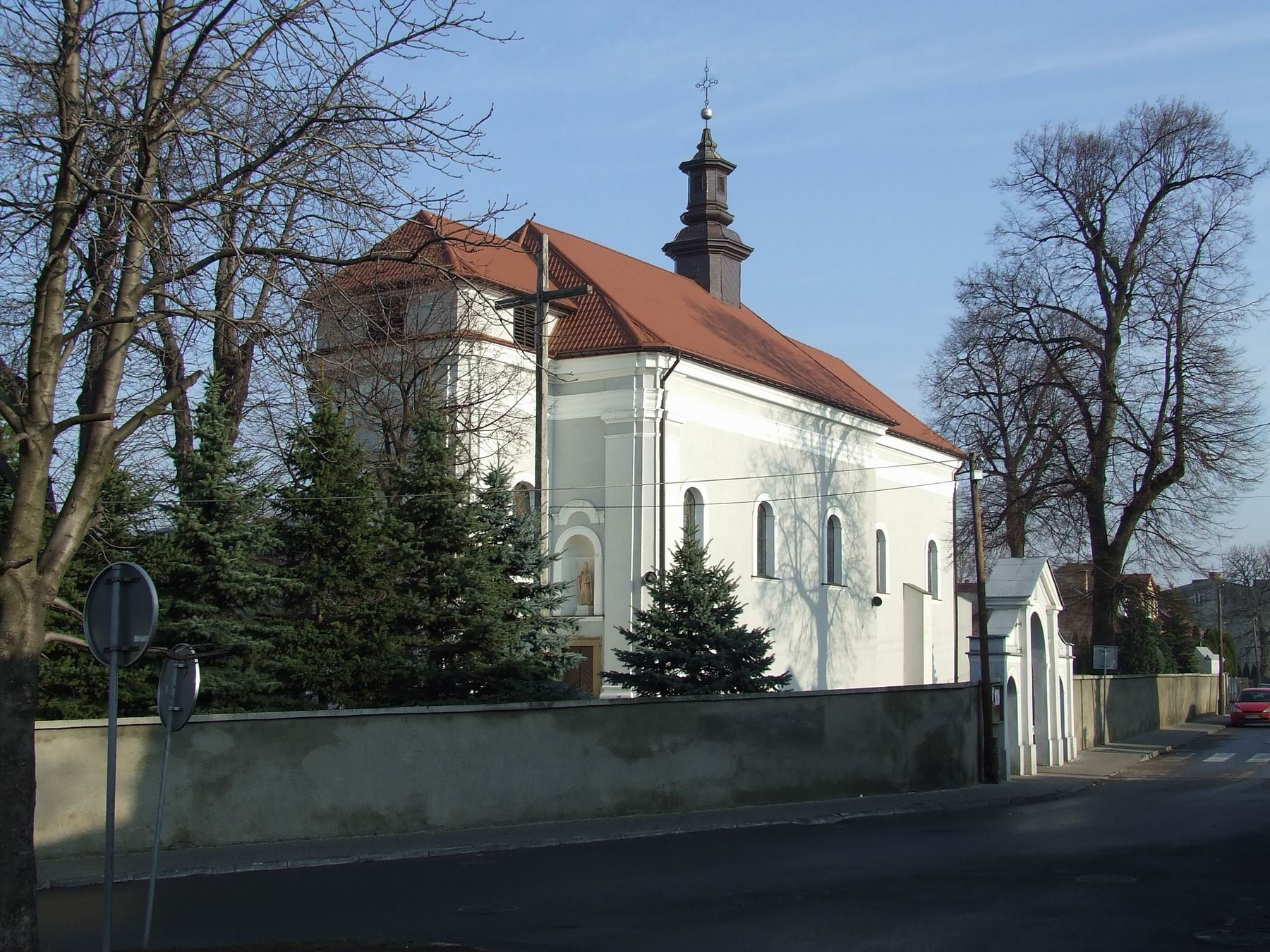
Poaugustiański kościół oo. pasjonistów

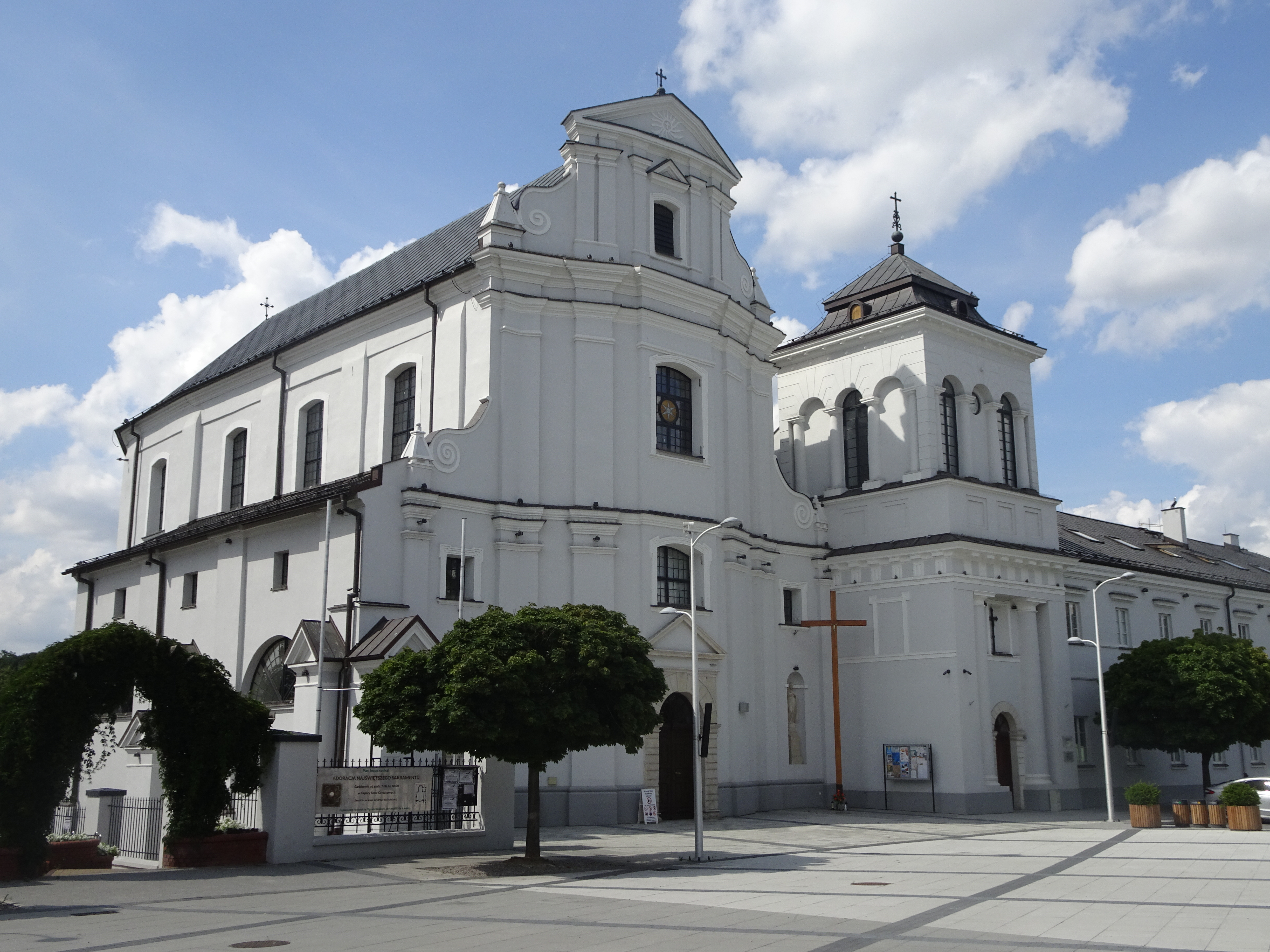
Kościół pw. Niepokalanego Poczęcia NMP

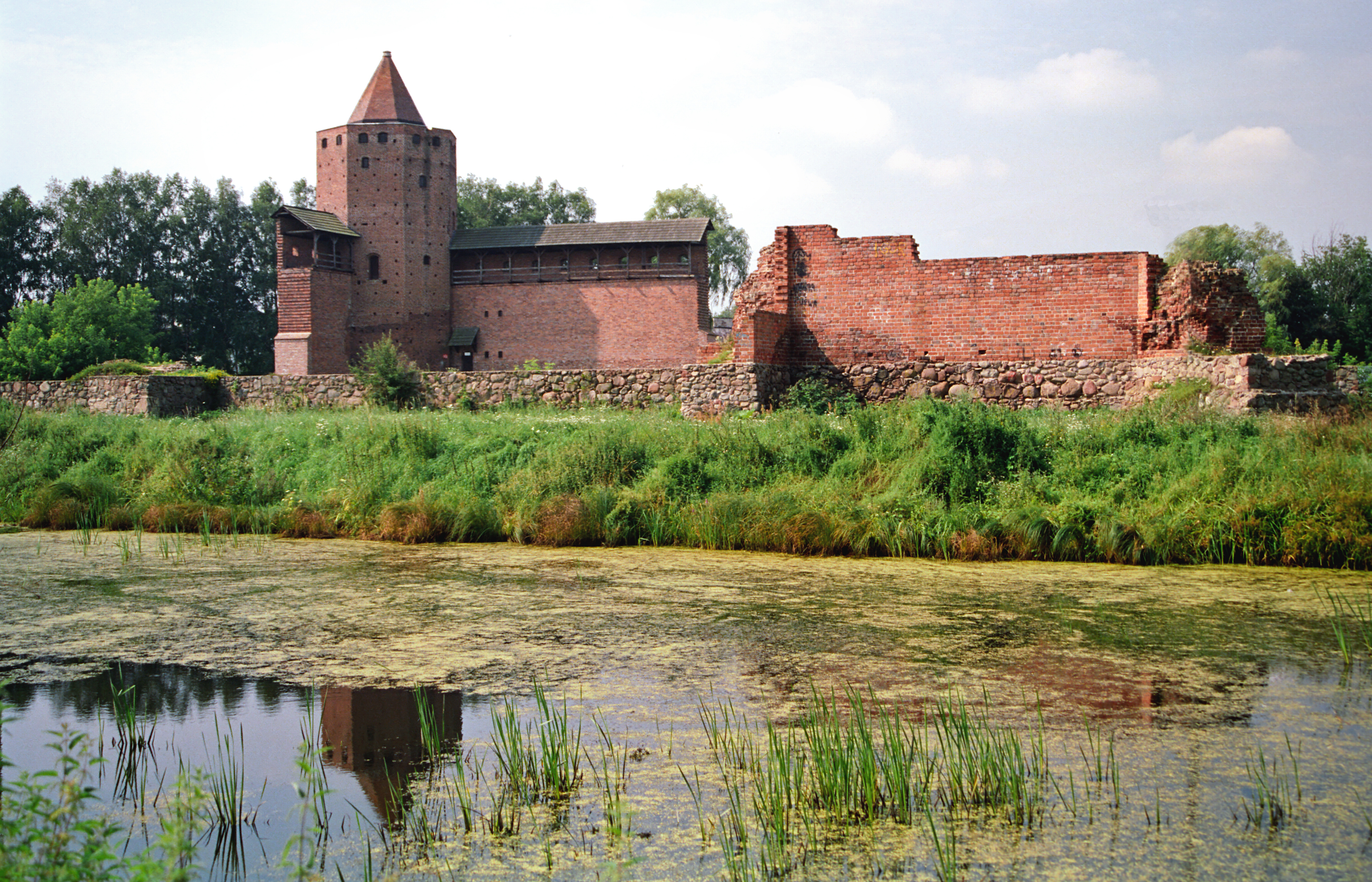
Ruiny zamku książąt mazowieckich

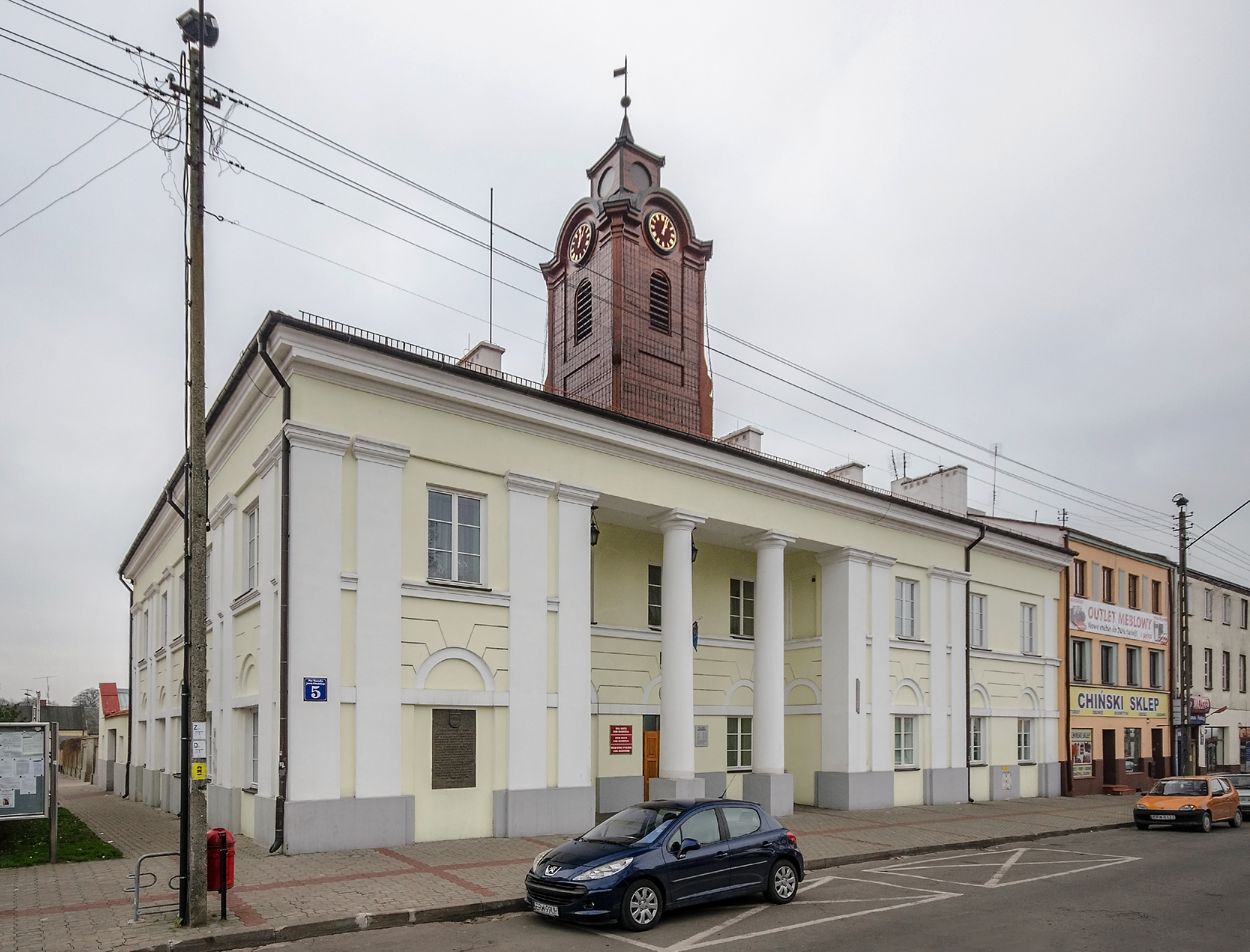
Ratusz miejski

Znajdują się tu ruiny zamku książąt mazowieckich. Zachowaną basztę, którą opiekuje się Muzeum Ziemi Rawskiej można zwiedzać w sezonie letnim. W Rawie Mazowieckiej znajduje się też jedna z największych stacji zabytkowej Kolei Wąskotorowej Rogów – Rawa – Biała łączącej Rawę z Rogowem oraz Białą Rawską. Do zabytków można zaliczyć również dom przy ulicy Słowackiego, w którym niegdyś zatrzymał się Napoleon Bonaparte w trakcie jednej ze swych podróży. W Rawie znajdują się również 3 zabytkowe kościoły.
Według rejestru zabytków NID na listę zabytków wpisane są obiekty:
- strefa ścisłej ochrony konserwatorskiej Starego Miasta, nr rej.: 800-A z 4.10.1991
- zespół klasztorny augustianów, ob. pasjonistów, 1790:
  - kościół pw. Wniebowzięcia NMP, nr rej.: 781 z 27.12.1967
  - klasztor, nr rej.: 782 z 27.12.1967
- zespół klasztorny jezuitów, XVII-XVIII w.:
  - kościół, obecnie parafialny pw. Niepokalanego Poczęcia NMP, nr rej.: 777 z 27.12.1967
  - dzwonnica, nr rej.: 779 z 27.12.1967
  - kolegium, obecnie plebania, nr rej.: 780 z 27.12.1967
- kościół szpitalny pw. św. Ducha, obecnie ewangelicko-augsburski, XVI w., XIX w., nr rej.: 783 z 27.12.1967
- cmentarz żydowski, ul. Żydomicka, 1 poł. XVIII w., nr rej.: 872 A z 20.03.1992
- park miejski, 1 poł. XIX w., nr rej.: A 478 z 16.09.1978
- zamek książąt mazowieckich (ruina), XIV w., XVIII-XX w., obecnie Muzeum Ziemi Rawskiej nr rej.: 784 z 27.12.1967
- ratusz, ul. Piłsudskiego 5, 1822, nr rej.: 785 z 27.12.1967
- jatki miejskie, ul. Mickiewicza 11, 1820-30, nr rej.: 602-XI-389 z 29.06.1954 oraz 270 z 27.12.1967
- dworzec kolejki wąskotorowej, 1922, nr rej.: 1000 A z 31.12.1996 (dec. – Rogowska Kolej Dojazdowa).
- układ torowy kolejki wąskotorowej, nr rej.: 1000 A z 31.12.1996 (dec. – Rogowska Kolej Dojazdowa).
- kolejowy most stalowy na rzece Rawce, 1928, nr rej.: 1000 A z 31.12.1996 (dec. – Rogowska Kolej Dojazdowa).
- dom, ul. Armii Krajowej 1, 1 poł. XIX w., nr rej.: 600-XI-37 z 29.06.1953 oraz 272 z 27.12.1967
- szkoła podstawowa, ul. Kościuszki 19, 1922, nr rej.: 916 A z 22.12.1992
- dom, ul. Łowicka 26, 1930, nr rej.: 631 z 29.09.1984
- dom (dworek), ul. 1 Maja 55, 2 poł. XIX w., nr rej.: 789 z 7.02.1982
- zespół willowy, ul. Miła 4, 1 ćw. XX w., nr rej.: 913 A z 4.12.1992:
  - willa
  - dom ogrodnika
  - brama wjazdowa
  - ogród
- dom, pl. Piłsudskiego 4 (siedziba niektórych wydziałów Urzędu Miasta), 1 poł. XIX w., nr rej.: 786 z 27.12.1967
- dom, pl. Piłsudskiego 4 a, poł. XIX w., nr rej.: 787 z 27.12.1967
- dom, pl. Piłsudskiego 4 b, poł. XIX w., nr rej.: 788 z 27.12.1967
- dom, pl. Piłsudskiego 10, XVIII/XIX w., nr rej.: 789 z 27.12.1967
- dom, pl. Piłsudskiego 11, poł. XIX w., nr rej.: 790 z 27.12.1967
- dom, pl. Piłsudskiego 12, poł. XIX w., nr rej.: 791 z 27.12.1967
- dom, pl. Piłsudskiego 14, 1824-25, nr rej.: 792 z 27.12.1967
- dom, pl. Piłsudskiego 15 (d.16), poł. XIX w., nr rej.: 793 z 27.12.1967
- dom, pl. Piłsudskiego 16 (d.17), poł. XIX w., nr rej.: 271 z 27.12.1967
- dom, ul. Słowackiego 44 (d.14), nr rej.: 601-XI-38 z 29.06.1954
- dom, ul. Warszawska 8, nr rej.: 769 z 25.08.1986
- dom, pl. Wolności 6, 1 poł. XIX w., nr rej.: 795 z 27.12.1967
- młyn gospodarczy, ul. Słowackiego 31, 1918/19, nr rej.: 886 A z 4.12.1992

## Legenda
Władający księstwem rawskim Siemowit III po śmierci pierwszej żony Eufemii ożenił się powtórnie. Początkowo małżeństwo układało się szczęśliwie, jednak później Siemowit III zaczął podejrzewać, że żona go zdradza. Mimo że była w ciąży, kazał zamknąć ją w zamkowej wieży. Chociaż torturowana służąca nic złego na swoją panią nie powiedziała, książę rozkazał domniemanego kochanka księżnej powlec końmi, a żonę po porodzie zgładzić. Nowo narodzonego chłopca oddał zaś na wychowanie ubogiej kobiecie w okolicach Rawy. Kiedy dowiedziała się o tym córka księcia z pierwszego małżeństwa, Małgorzata, żona Kaźka, księcia słupskiego, zabrała potajemnie dziecko na swój dwór na Pomorze. Wychowała brata jak należało na księcia. Kiedy chłopiec dorósł, był tak podobny do Siemowita III, że nikt nie mógł wątpić, że jest synem księcia mazowieckiego. Zrozpaczony władca, gdy go ujrzał, zrozumiał jak strasznie się pomylił podejrzewając żonę o zdradę i skazując ją na śmierć. Duch księżnej powraca podobno na rawski zamek.

## Wspólnoty wyznaniowe
Na terenie miasta działalność religijną prowadzą następujące Kościoły i związki wyznaniowe:
- Kościół rzymskokatolicki:
  - parafia św. Pawła od Krzyża
  - parafia Jezusa Chrystusa Króla Wszechświata
  - parafia Niepokalanego Poczęcia Najświętszej Maryi Panny
- Kościół Ewangelicko-Augsburski:
  - parafia w Rawie Mazowieckiej
- Świadkowie Jehowy:
  - zbór Rawa Mazowiecka (Sala Królestwa ul. Orzeszkowej 46)[18]

## Demografia

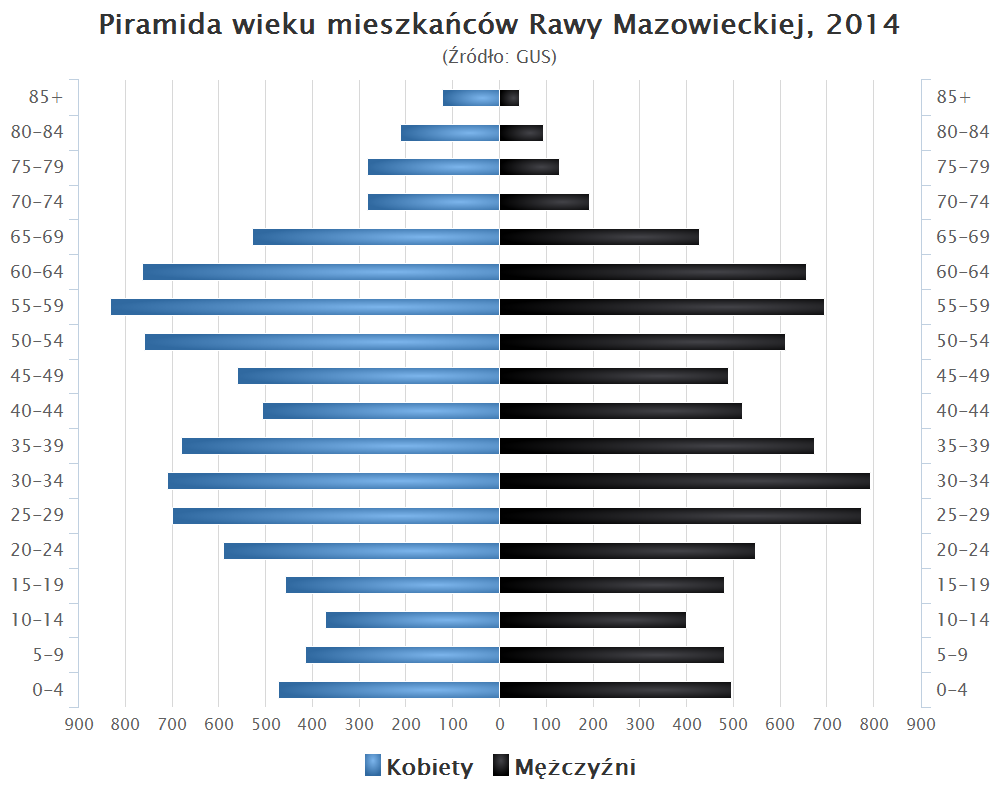
Piramida wieku mieszkańców Rawy Mazowieckiej w 2014 roku

Dane z 30 czerwca 2004:
| Opis                              | Ogółem | Ogółem | Kobiety | Kobiety | Mężczyźni | Mężczyźni |
| --------------------------------- | ------ | ------ | ------- | ------- | --------- | --------- |
| Jednostka                         | osób   | %      | osób    | %       | osób      | %         |
| Populacja                         | 17 765 | 100    | 9209    | 51,8    | 8556      | 48,2      |
| Gęstość zaludnienia [mieszk./km²] | 1299,6 | 1299,6 | 673,7   | 673,7   | 625,9     | 625,9     |

## Transport

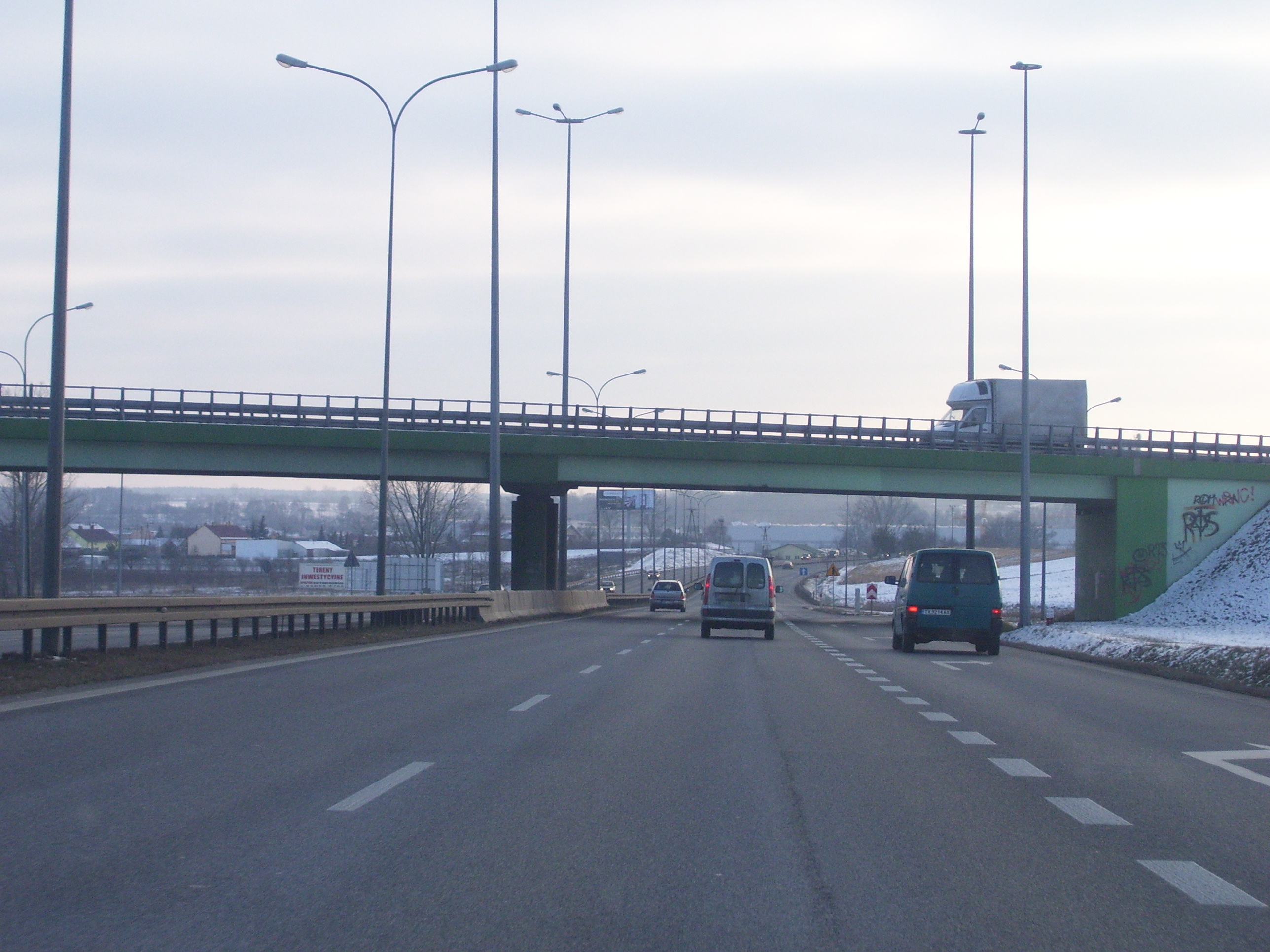
DK8 w Rawie Mazowieckiej

Przez miasto przebiegają drogi krajowe i wojewódzkie:
- droga krajowa nr S8 (E67)
- droga krajowa nr 72
- droga wojewódzka nr 707
- droga wojewódzka nr 725
- droga wojewódzka nr 726

Przez miasto przebiega linia Kolei Wąskotorowej Rogów – Rawa – Biała. Znajduje się tu stacja Rawa Mazowiecka, oraz przystanek Zamkowa Wola. Obecnie na trasie kolejki odbywa się sezonowy ruch turystyczny.